# Caproni Ca.3
El Caproni Ca.3 fue un bombardero pesado italiano de la Primera Guerra Mundial y de la era de posguerra. Fue la versión más producida de la serie de aviones que comenzó con el Caproni Ca.1 y continuó hasta la más potente versión Caproni Ca.5 de 1917.

## Desarrollo

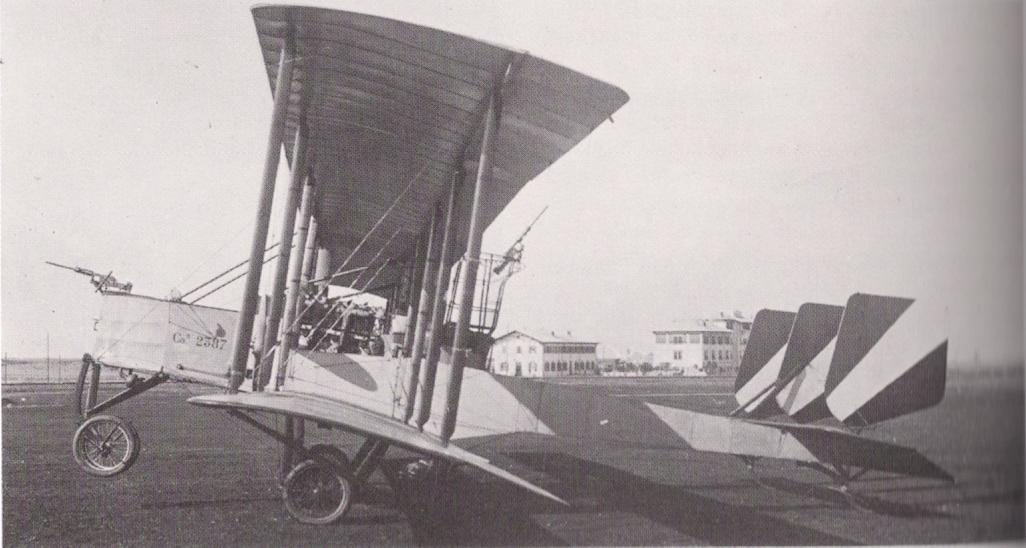
Caproni Ca.33, en los años 20.

El desarrollo del Ca.1 al Ca.2 sugirió los beneficios de aumentar la cantidad de potencia en el sólido fuselaje. El Ca.3 era un desarrollo del Ca.2, pero reemplazando los dos motores montados en los botalones por el mismo motor Isotta-Fraschini que había sido usado en la posición central propulsora de ese último modelo. El prototipo voló a finales de 1916 y fue prontamente puesto en producción. Conocido en la firma por esa época como Caproni 450 hp, el Ejército Italiano lo designó como Ca.3. En la resignación de Caproni en la posguerra, se convirtió en el Ca.33. Se construyeron entre 250 y 300 de estos aviones, suministrando al Ejército y Armada italianos (usándolo esta última como torpedero), y al Ejército Francés. Más tarde durante la guerra, Robert Esnault-Pelterie construyó bajo licencia otros 83 aviones (algunas fuentes indican que sólo se construyeron 19 ejemplares) en Francia.

## Diseño
El Ca.3 era un biplano trimotor de construcción en madera, con la estructura recubierta de tela. Los cuatro tripulantes estaban en una góndola central abierta (artillero frontal, dos pilotos y artillero trasero/mecánico). Este último operaba las ametralladoras superiores, de pie sobre el motor central en una "jaula" protectora por delante de la hélice. El tren de aterrizaje convencional fijo poseía ruedas principales dobles bajo cada motor lateral y un patín de cola bajo el extremo de la cola de cada botalón. Una gran rueda de morro doble evitaba daños y peligrosos capotajes.
El armamento consistía de dos a cuatro ametralladoras Revelli de 6,5 mm o de 7,7 mm, una en un montaje de aro frontal, y otra, dos, y a veces hasta tres en un montaje de aro superior. Las bombas se suspendían bajo el casco.

## Historia operacional

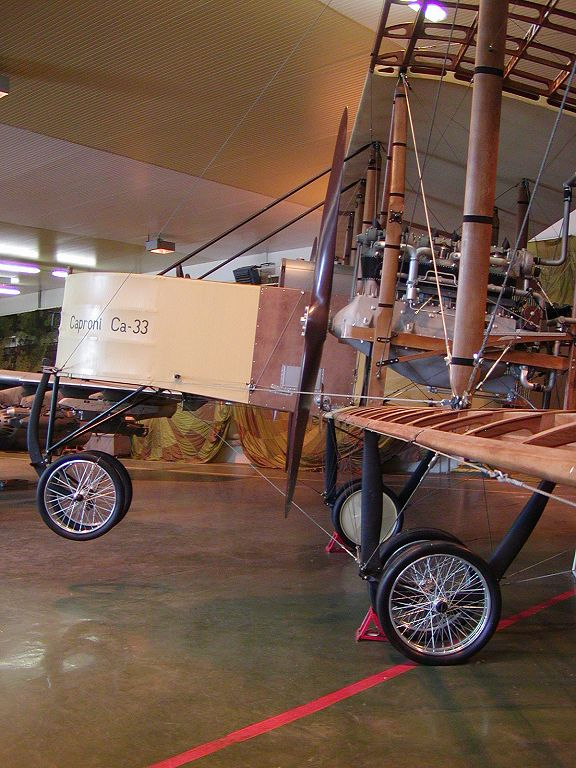
Morro del Caproni Ca.33 en el Vojenské Historické Múzeum, Piešťany, Eslovaquia, 2007.

El Ca.1 entró en servicio con el Ejército Italiano a mitad de 1915 y entró en acción por primera vez el 20 de agosto, atacando la base aérea austriaca de Aisovizza. Finalmente fueron equipados quince escuadrones de bombardeo (1°-15° Squadriglia) con bombarderos Ca.1, Ca.2 y Ca.3, en su mayoría bombardeando blancos en Austria-Hungría. El 12° Squadriglie operó en Libia. En 1918, los 3°, 14° y 15° Squadriglia operaron en Francia.
Aparte del Ejército Italiano, ejemplares originales y construidos bajo licencia fueron usados por Francia (los Caproni originales fueron usados en las escadres CAP francesas; los ejemplares bajo licencia, en las escadres CEP). También fueron usados por la Fuerza Expedicionaria Estadounidense. Ha habido alguna confusión respecto al uso del Ca.3 por parte del Real Servicio Aéreo Naval británico. El RNAS recibió seis ejemplares del más grande triplano Ca.4 y no operó el Ca.3. Los Ca.4 británicos no fueron usados operacionalmente y fueron devueltos a Italia tras la guerra. Algunos de los Ca.36M suministrados tras la misma estuvieron todavía en servicio lo suficiente como para entrar en acción en los primeros asaltos de Benito Mussolini en el Norte de África.

## Variantes
Los siguientes nombres fueron aplicados después de la guerra. En esa época, todos eran conocidos como 450 hp por Caproni y Ca.3 por el Ejército.
Ca.34 y Ca.35
Con una góndola central modificada para sentar a los dos pilotos en tándem y, por ello, mejorar la aerodinámica. No se construyó.
Ca.36
Con paneles exteriores de las alas desmontables para facilitar el almacenamiento.
Ca.36M o Ca.36 mod (por modificato, modificado)
Variante aligerada y simplificada puesta en producción tras la guerra. 153 ejemplares entregados entre 1923 y 1927, 144 de ellos a la Regia Aeronautica.
Ca.36S
Versión de ambulancia aérea (pequeña cantidad convertida desde Ca.36M).
Ca.39
Versión hidroavión.
Ca.56a
Aviones comerciales creados refabricando Ca.3 excedentes de guerra.

## Operadores
Argentina
- Fuerza Aérea Argentina

 Estados Unidos
- Fuerza Expedicionaria Estadounidense

 Reino de Italia
- Corpo Aeronautico Militare
- Regia Aeronautica

 Francia
- Aéronautique Militaire

## Supervivientes y réplicas
Eslovaquia

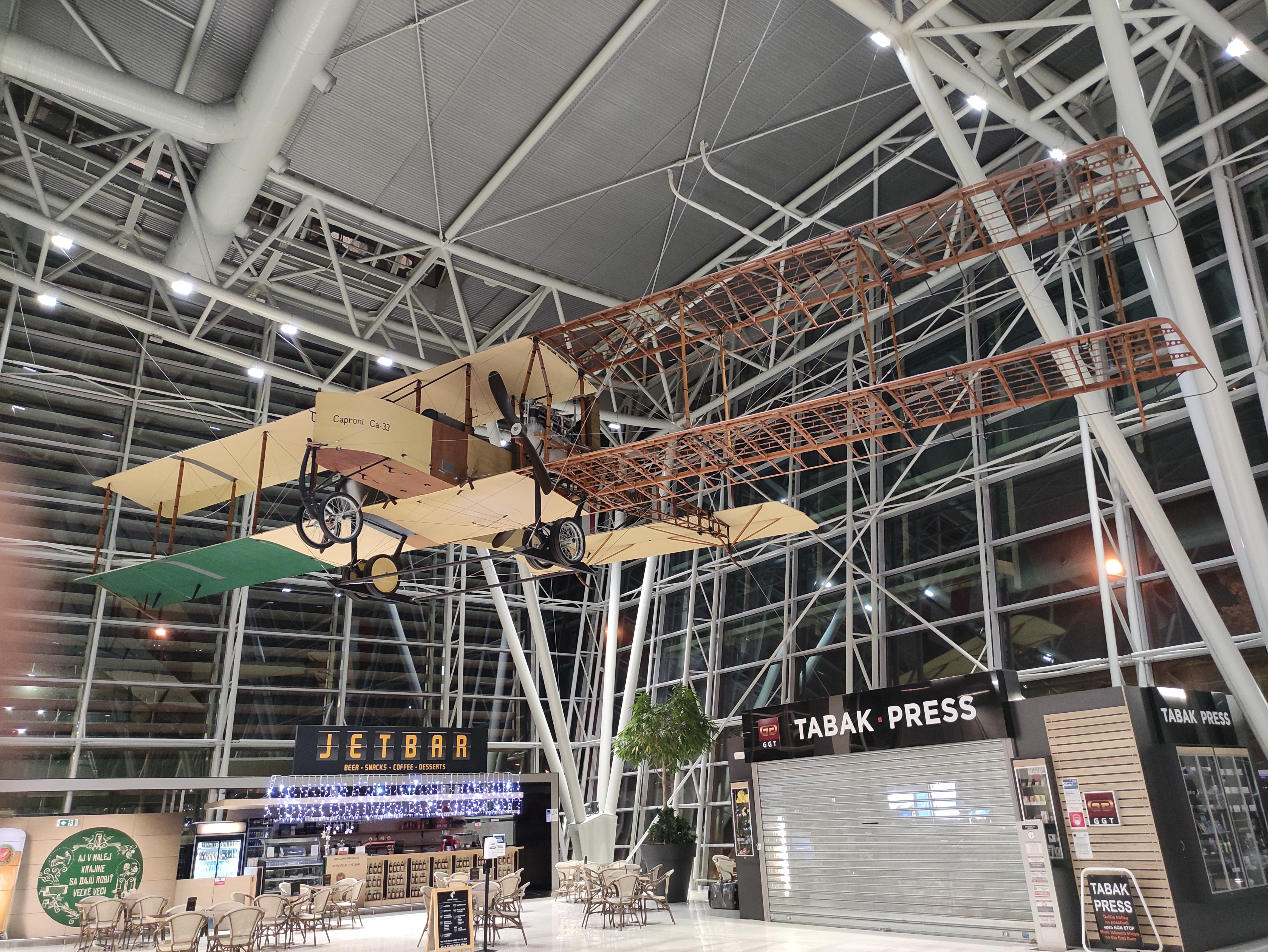
Réplica de Caproni Ca.33 en el Aeropuerto de Bratislava-Milan Rastislav Štefánik en Bratislava.

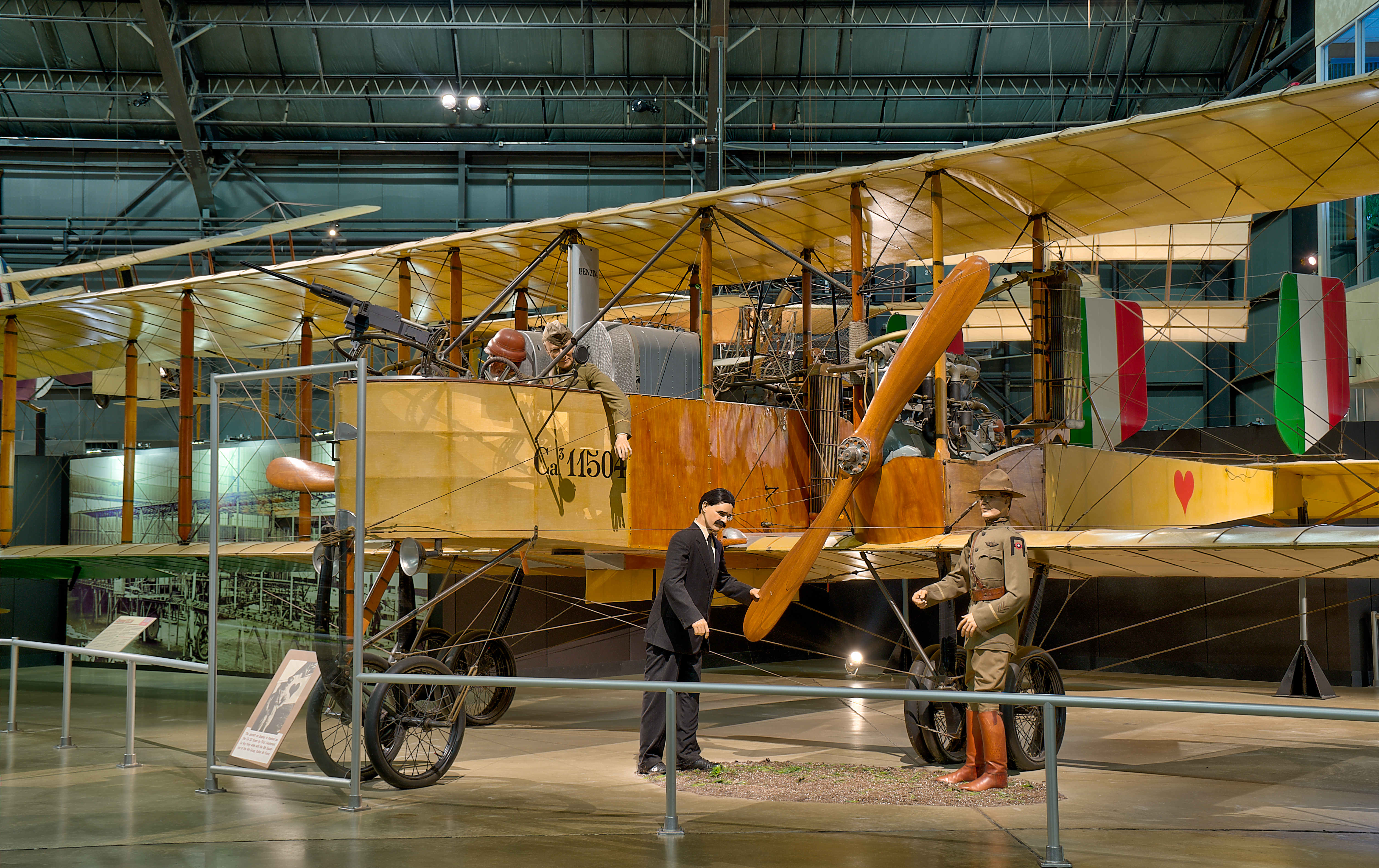
Caproni Ca.36 en el Museo Nacional de la Fuerza Aérea de Estados Unidos.

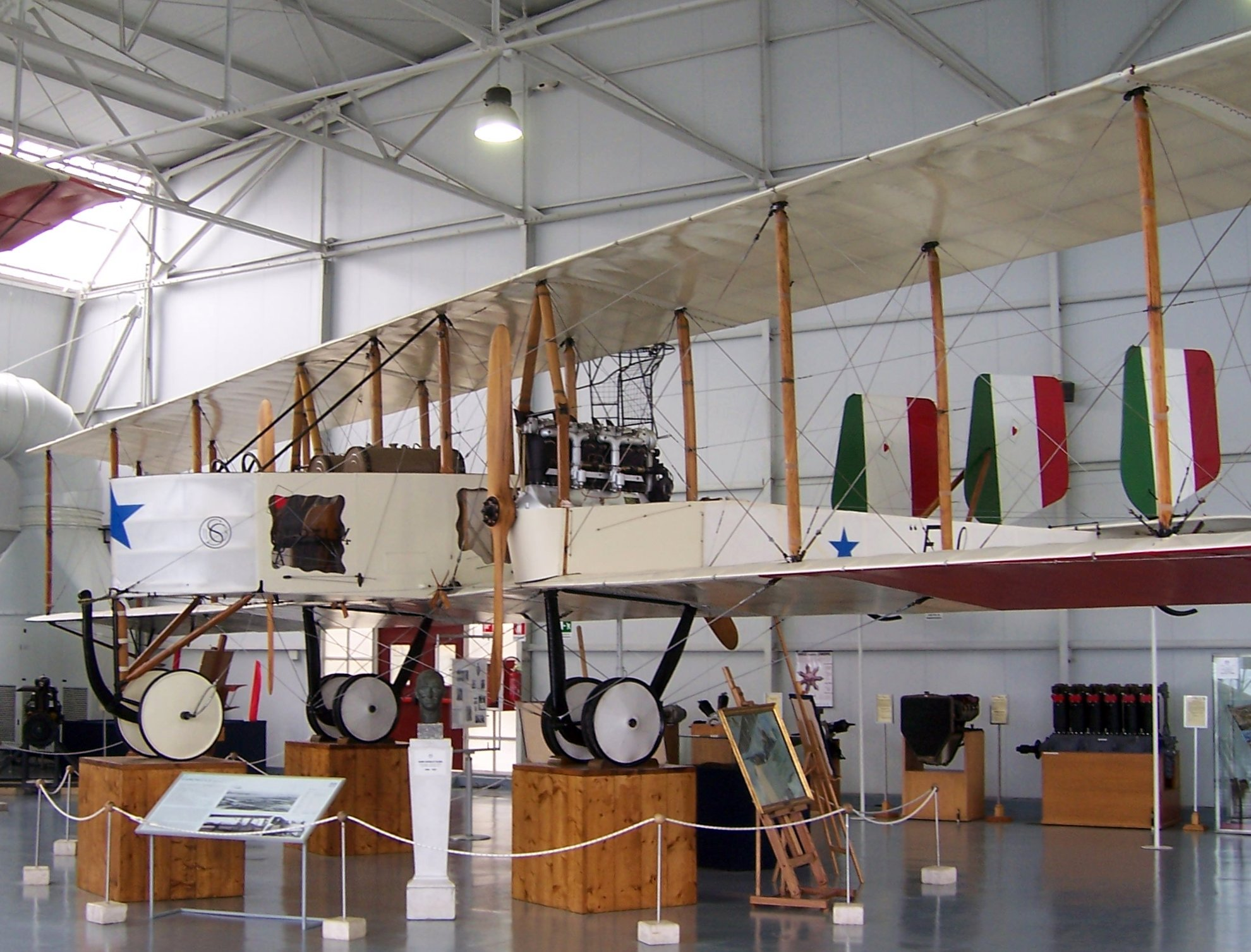
Ca.36 en el Museo de la Fuerza Aérea Italiana.

- Reproducción: Ca.33 en exhibición estática desde junio de 2012 del hall de salidas del Aeropuerto de Bratislava-Milan Rastislav Štefánik en Bratislava, en préstamo del Vojenské historické muzeum de Piešťany.

Estados Unidos
- Desconocido: Ca.36 en exhibición estática en el Museo Nacional de la Fuerza Aérea de Estados Unidos en Dayton (Ohio).[2]

Italia
- Desconocido: Ca.36 en exhibición estática en el Museo de la Fuerza Aérea Italiana en Bracciano.[3]
- Réplica de Ca.3 en estado de vuelo basado cerca de Venecia.[4]

## Especificaciones (Ca.36)

### Características generales
- Tripulación: Cuatro (piloto, copiloto, artillero de morro, artillero trasero/mecánico)
- Longitud: 11,1 m (36,3 ft)
- Envergadura: 22,7 m (74,6 ft)
- Altura: 3,7 m (12,1 ft)
- Superficie alar: 95,6 m² (1029,1 ft²)
- Peso vacío: 2300 kg (5069,2 lb)
- Peso máximo al despegue: 3800 kg (8375,2 lb)
- Planta motriz: 3× motor lineal de seis cilindros refrigerado por agua Isotta-Fraschini V.4B.
  - Potencia: 112 kW (154 HP; 152 CV) cada uno.

### Rendimiento
- Velocidad máxima operativa (Vno): 137 km/h (85 MPH; 74 kt)
- Alcance: 599 km (323 nmi; 372 mi)
- Techo de vuelo: 4844 m (15 892 ft)
- Régimen de ascenso: 2,1 m/s (410 ft/min)

### Armamento
- Ametralladoras: 

  - 2x Fiat-Revelli de 6,5 mm o 7,7 mm
- Bombas: Hasta 800 kg

## Aeronaves relacionadas

### Desarrollos relacionados
- Caproni Ca.1 (1914)
- Caproni Ca.2
- Caproni Ca.5

### Secuencias de designación
- Secuencia _ hp (interna de Caproni): ← 260 hp - 300 hp - 350 hp - 450 hp - 600 hp - 700 hp - 750 hp →
- Secuencia Ca._ (interna de Caproni): ← Ca.30 - Ca.31 - Ca.32 - Ca.33 - Ca.34 - Ca.35 - Ca.36 - Ca.37 - Ca.38 - Ca.39 - Ca.40 - Ca.41 - Ca.42 -- Ca.53 - Ca.54 - Ca.55 - Ca.56a - Ca.57 - Ca.58 - Ca.59 →
- Secuencia Ca._ (designación militar en la PGM): Ca.1 - Ca.2 - Ca.3 - Ca.4 - Ca.5